# Cyrtanthus stenanthus
Cyrtanthus stenanthus är en amaryllisväxtart som beskrevs av John Gilbert Baker. Cyrtanthus stenanthus ingår i släktet Cyrtanthus, och familjen amaryllisväxter.

## Underarter
Arten delas in i följande underarter:
- C. s. major
- C. s. stenanthus